# 马大姐和邻居们
《马大姐和邻居们》，中国大陆电视剧，导演英达，主演蔡明、李建华、虞梦、李野萍、吕小品。

## 剧情
“马大姐”是一位泼辣、毒舌、爱管闲事的热心市民，该剧承接《党员马大姐》，继续讲述马大姐和她邻居们的热闹生活。

## 演出
| 演员   | 角色   | 备注 |
| 蔡明   | 马大姐 |      |
| 虞梦   | 王艾嘉 |      |
| 李建华 | 王援朝 |      |
| 金雅琴 | 刘奶奶 |      |
| 金昭   | 孟大妈 |      |
| 吕小品 | 刘勇   |      |
| 李永贵 | 徐仁义 |      |